# Дом С. И. Пятова
Дом С. И. Пятова — памятник градостроительства и архитектуры в историческом центре Нижнего Новгорода. Построен в 1840 году по проекту первого городского архитектора Нижнего Новгорода Г. И. Кизеветтера. Является примером застройки древнего Верхнего посада города периода позднего русского классицизма.      
Историческое здание по адресу улица Добролюбова, 10 сегодня — объект культурного наследия Российской Федерации.

## История
В 1839 году был утверждён новый городской план Нижнего Новгорода. В ходе его реализации кардинально изменилась застройка вокруг церкви Жён-Мироносиц: съезд с Лыковой дамбы продолжился в Започаинье (Ильинскую слободу) короткой улицей до улицы Ильинской, древний Мироносицкий пруд был подрезан, а строения усадьбы купца Семёна Ивановича Пятова оказались вне красных линий новой площади. Усадьбу предписывалось снести. 
30 января 1840 года Пятов обратился в Нижегородский строительный комитет с просьбой о возведении нового двухэтажного дома по проекту архитектора Г. И. Кизеветтера, который был высочайше утверждён 24 февраля того же года. В июне начались строительные работы, а к концу года стройка была закончена. В числе законченных в Нижнем Новгороде жилых строений он был назван как «двухэтажный с подвалами дом почётного гражданина Пятова на Мироносицкой площади». 
Фасад здания характеризовался мерностью чередований высоких окон с арочными завершениями в первом этаже и межоконных лопаток в обоих этажах, отчётливым поэтажным членением, усложнёнными декоративными поясами. Перепад высот на участке в сторону Почаинского оврага позволил вывести со двора подвалы, к которым вели особые подъезды.
После смерти С. И. Пятова в 1852 году, его имение было разделено, а затем дом продан в сентябре 1857 года губернской секретарше Е. В. Азаровой. Здание надстроили бельэтажным этажом, совершенно исказившим пропорции и образ строения.   